# デソト郡 (ルイジアナ州)
デソト郡（デソトぐん、英: De Soto Parish）は、アメリカ合衆国ルイジアナ州にある郡。郡庁所在地はマンズフィールド（Mansfield）。2000年の人口は25,494人である。名前はスペイン人探検家のエルナンド・デ・ソトにちなむ。

## 地理
郡の総面積は2,317 km² (894 mi²)で、うち陸地面積は2,272 km² (877 mi²)、水面積は45 km² (17 mi²)で全体の1.93%である。

### 主なハイウェイ
- 州間高速道路49号（w:Interstate 49）
- 合衆国ルート84（w:U.S. Highway 84）
- 合衆国ルート171（w:U.S. Highway 171）
- 合衆国ルート371（w:U.S. Highway 371）
- ルイジアナ州ハイウェイ5（w:Louisiana Highway 5）

### 近接する郡
- カドー郡 （北）
- レッドリバー郡 （東）
- ナカディシュ郡 （南東）
- サビン郡 （南）
- テキサス州シェルビー郡 （南西）
- テキサス州パノラ郡 （西）

## 人口動態
| Race                                               | Number | Percentage |
| -------------------------------------------------- | ------ | ---------- |
| 白人（非ヒスパニック系）                           | 15,122 | 56.4%      |
| 黒人またはアフリカ系アメリカ人（非ヒスパニック系） | 9,586  | 35.75%     |
| ネイティブアメリカン                               | 242    | 0.9%       |
| アジア系                                           | 99     | 0.37%      |
| パシフィックアイランダー                           | 12     | 0.05%      |
| その他/混血                                        | 1,001  | 3.73%      |
| ヒスパニックまたはラテン系                         | 762    | 2.84%      |

以上は2020年の国勢調査における人口統計データである。

## 主な都市と町

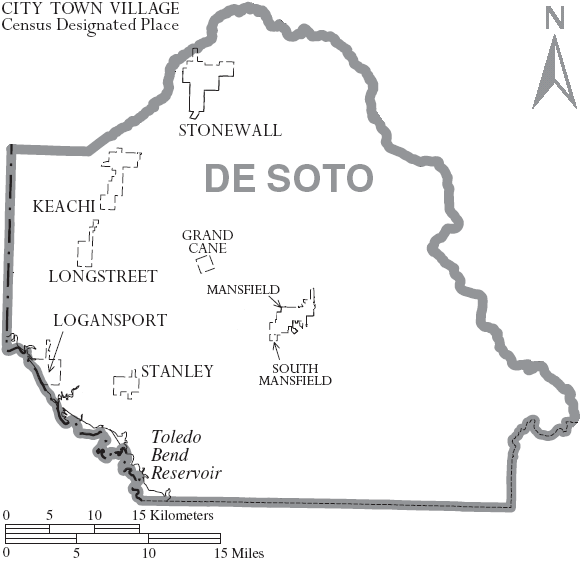
市町村レベルのデソト郡の地図

- Grand Cane
- Keachie
- Logansport
- Longstreet
- Mansfield
- South Mansfield
- Stanley
- Stonewall